# Illiciales
Ordre
Classification APG II (2003)
Classification APG III (2009)
En classification classique de Cronquist (1981), l'ordre des Illiciales est un ordre de plantes angiospermes primitives comprenant deux familles :
- Illiciacées
- Schisandracées

Cet ordre n'existe plus dans la classification phylogénétique APG II (2003) et la classification phylogénétique APG III (2009) et ces deux familles sont des familles d'angiospermes de divergence ancienne.